# 罗卡拉伊诺拉
罗卡拉伊诺拉（義大利語：Roccarainola），是意大利那不勒斯省的一个市镇。总面积28平方公里，人口7293人，人口密度260.5人/平方公里（2009年）。ISTAT代码为063065。